# Miss Nothing
«Miss Nothing» —en español: «Señorita Nada»— es el segundo sencillo de The Pretty Reckless de su álbum Light Me Up que fue estrenado el 27 de julio de 2010 (sólo en Estados Unidos), siendo certificada por Interscope.

## Lanzamiento
La canción se lanzó primero digitalmente el 27 de julio de 2010 en los Estados Unidos, y luego el 22 de agosto de 2010 en el Reino Unido. El sencillo, también, fue lanzado en un disco de vinilo 7" 45. La imagen del A-side muestra la portada del sencillo, mientras que el B-side tiene la misma imagen del EP.

## Video musical
El video musical, dirigido por Meiert Avis, fue estrenado el 20 de julio en VEVO y fue filmado con una Canon 5D MkII dSLR. Éste se trata de diez personas (la banda incluida) sentados alrededor de una mesa (Imitando a la Última Cena). Taylor Momsen (como María Magdalena) empieza a gatear sobre la mesa, volcar la comida y derramar las bebidas; mientras ella canta, los demás miran. Después empieza a destrozar un ramo de rosas. La banda confirmó que representan lo que pasó después de la muerte de Cristo.

## Presentaciones en vivo
«Miss Nothing» fue tocada en vivo varias veces, la primera vez fue el 20 de agosto de 2010 en "This Morning Show", y también en "The 5:19 Show". Estas presentaciones fueron seguidas por dos más en "Radio 1 Live Lounge" y en "Unplugged for NME", el 23 de agosto de 2010 y el 25 de agosto, respectivamente.

## Significado
La vocalista, Taylor Momsen, dijo que la canción era sobre «María Magdalena después de Jesús sea crucificado. Se trata de cómo María se sentía en el duelo, pero creo que mucha gente puede relacionarse con ella.»

## Formato y Lista de canciones
Descarga digital de Estados Unidos
- "Miss Nothing"

EP Digital y de Vinilo del Reino Unido
- "Miss Nothing"
- "Make Me Wanna Die" (Versión acústica)

## Posición en las listas
| Lista (2010)                             | Posición |
| ---------------------------------------- | -------- |
| UK Singles (The Official Charts Company) | 39       |

## Lanzamiento en el mundo
| Región         | Fecha                | Formato          | Sello      |
| -------------- | -------------------- | ---------------- | ---------- |
| Estados Unidos | 27 de julio de 2010  | Descarga digital | Interscope |
| Reino Unido    | 22 de agosto de 2010 | Descarga digital | Interscope |
| Reino Unido    | 23 de agosto de 2010 | Sencillo en CD   | Interscope |
| Australia      | 23 de agosto de 2010 | Descarga digital | Interscope |